# Bovée-sur-Barboure
Pour les articles homonymes, voir Barboure (homonymie).
Bovée-sur-Barboure est une commune française située dans le département de la Meuse, en région Grand Est.

## Géographie
Villes aux alentours de Bovée-sur-Barboure : Broussey-en-Blois, Méligny-le-Petit, Méligny-le-Grand, Marson-sur-Barboure, Ménil-la-Horgne, Mauvages, Naives-en-Blois, Reffroy, Sauvoy, Villeroy-sur-Méholle.

### Hydrographie
La commune est traversée par la ligne de partage des eaux entre les bassins versants de la Meuse et de la Seine au sein respectivement du bassin Rhin-Meuse et du bassin Seine-Normandie. Elle est drainée par la Barboure et le Fossé 01 de l'Etanche,.
La Barboure, d'une longueur de 14 km, prend sa source dans la commune de Naives-en-Blois et se jette  dans l'Ornain à Naix-aux-Forges, après avoir traversé six communes. 

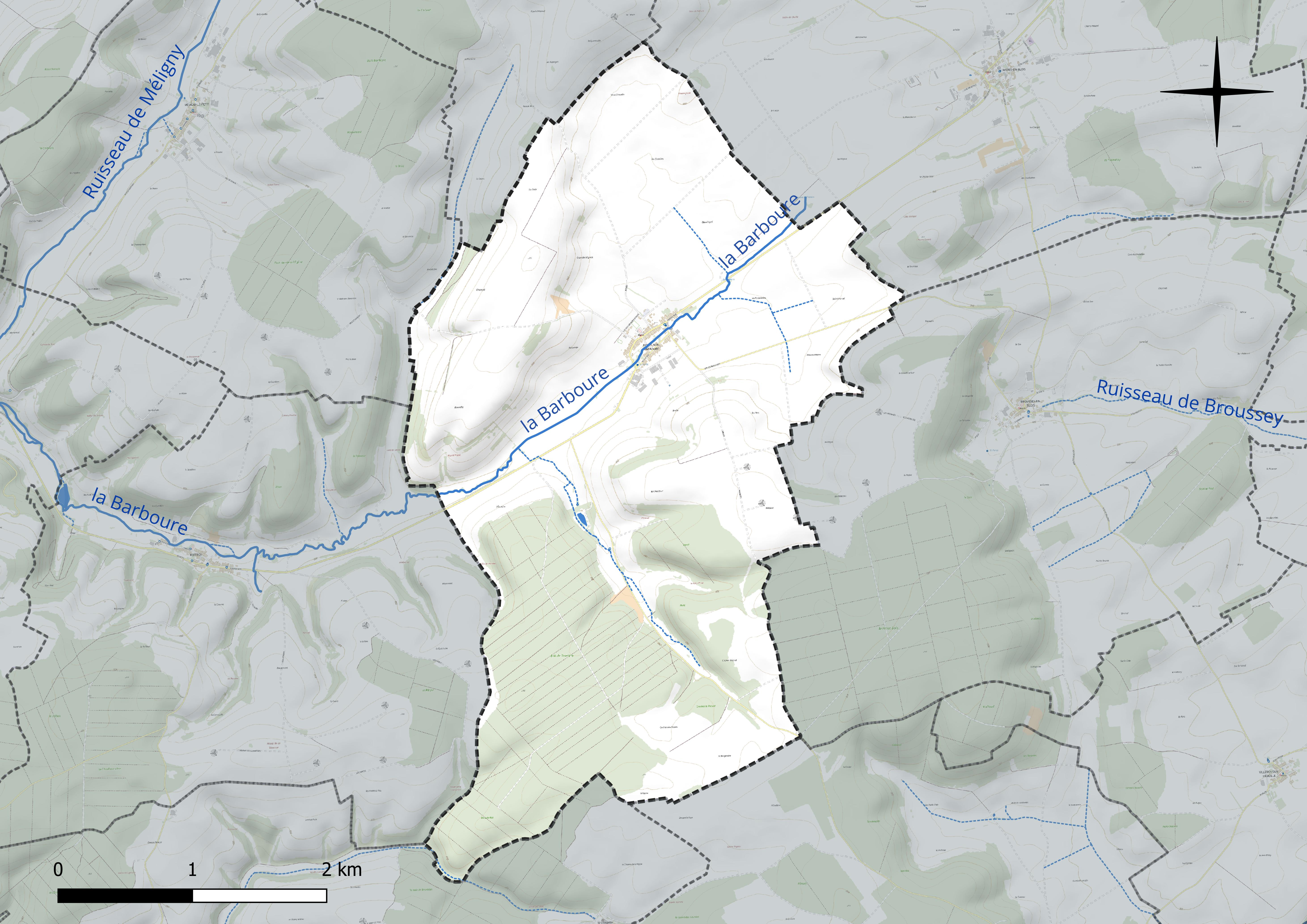
Réseau hydrographique de Bovée-sur-Barboure.

### Climat
Pour des articles plus généraux, voir Climat du Grand Est et Climat de la Meuse.
En 2010, le climat de la commune est de type climat de montagne, selon une étude du Centre national de la recherche scientifique s'appuyant sur une série de données couvrant la période 1971-2000. En 2020, Météo-France publie une typologie des climats de la France métropolitaine dans laquelle la commune est exposée à un climat océanique altéré et est dans la région climatique  Lorraine, plateau de Langres, Morvan, caractérisée par un hiver rude (1,5 °C), des vents modérés et des brouillards fréquents en automne et hiver. 
Pour la période 1971-2000, la température annuelle moyenne est de 9,6 °C, avec une amplitude thermique annuelle de 16,2 °C. Le cumul annuel moyen de précipitations est de 1 031 mm, avec 13,9 jours de précipitations en janvier et 9,6 jours en juillet. Pour la période 1991-2020, la température moyenne annuelle observée sur la station météorologique de Météo-France la plus proche, « Erneville aux Bois_sapc », sur la commune d'Erneville-aux-Bois à 13 km à vol d'oiseau, est de 9,9 °C et le cumul annuel moyen de précipitations est de 1 021,5 mm. 
La température maximale relevée sur cette station est de 39,4 °C, atteinte le 25 juillet 2019 ; la température minimale est de −24,2 °C, atteinte le 18 février 1956,,. 
Les paramètres climatiques de la commune ont été estimés pour le milieu du siècle (2041-2070) selon différents scénarios d'émission de gaz à effet de serre à partir des nouvelles projections climatiques de référence DRIAS-2020. Ils sont consultables sur un site dédié publié par Météo-France en novembre 2022.

## Urbanisme

### Typologie
Au 1er janvier 2024, Bovée-sur-Barboure est catégorisée commune rurale à habitat dispersé, selon la nouvelle grille communale de densité à sept niveaux définie par l'Insee en 2022.
Elle est située hors unité urbaine et hors attraction des villes,.

### Occupation des sols
L'occupation des sols de la commune, telle qu'elle ressort de la base de données européenne d’occupation biophysique des sols Corine Land Cover (CLC), est marquée par l'importance des territoires agricoles (70,9 % en 2018), une proportion sensiblement équivalente à celle de 1990 (70,6 %). La répartition détaillée en 2018 est la suivante : 
terres arables (62,8 %), forêts (27 %), prairies (8,1 %), zones urbanisées (2,1 %). L'évolution de l’occupation des sols de la commune et de ses infrastructures peut être observée sur les différentes représentations cartographiques du territoire : la carte de Cassini (XVIIIe siècle), la carte d'état-major (1820-1866) et les cartes ou photos aériennes de l'IGN pour la période actuelle (1950 à aujourd'hui).

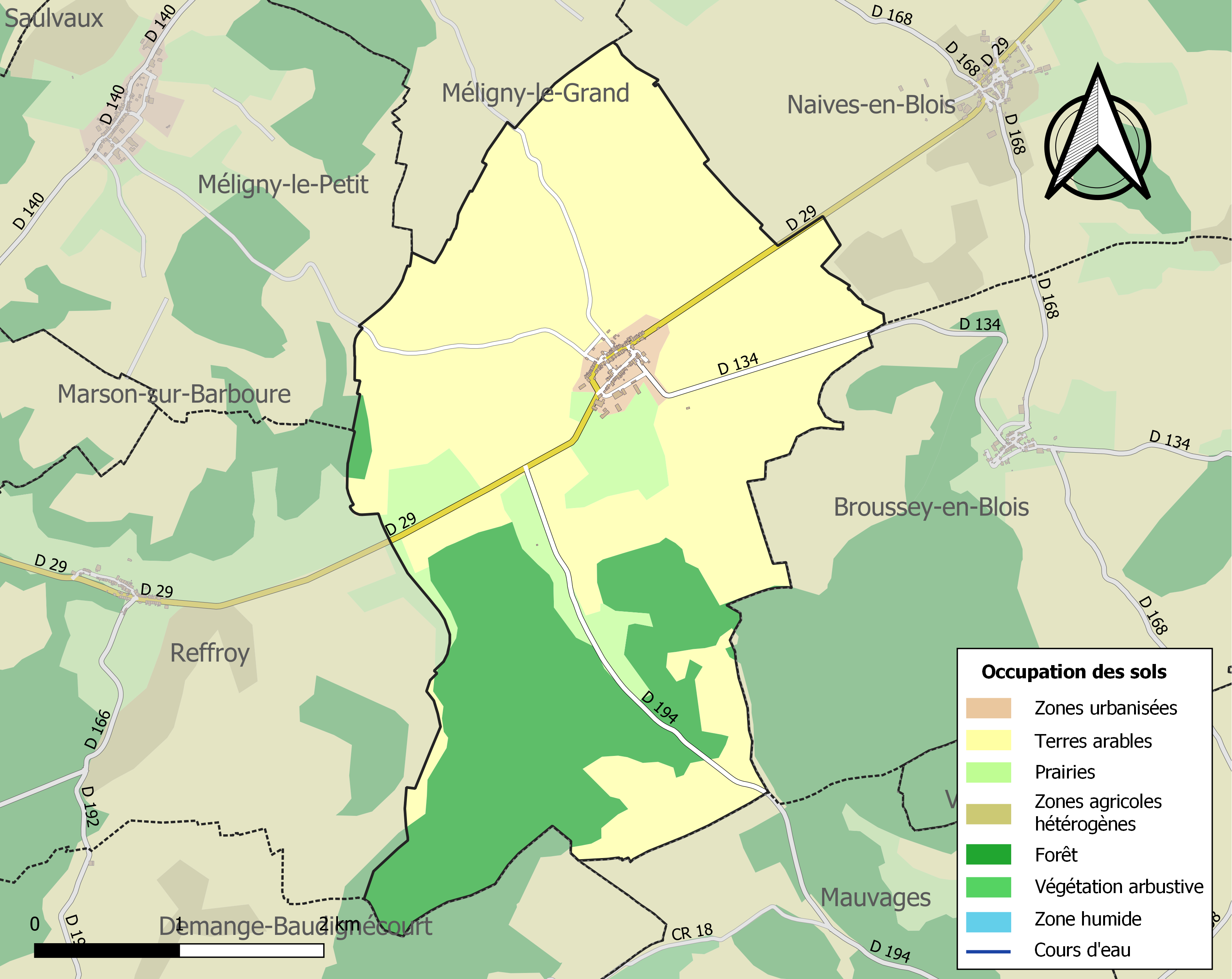
Carte des infrastructures et de l'occupation des sols de la commune en 2018 (CLC).

## Toponymie
Le nom de la localité est attesté sous les formes Bauviacum (870) ; Bovicacum (948) ; Boveyum (1402) ; Bouée (1700) ; Boveium (1711) ; Boviacum (1756).

En vieux français une bovée est la surface qu'un bœuf peut labourer en une journée.
Par décret du 24.02.1922 , Bovée prend le nom de Bovée-sur-Barboure.

La Barboure est une rivière du département de la Meuse, en région Grand Est, et un affluent droit de l'Ornain, c'est-à-dire un sous-affluent de la Seine par la Saulx et la Marne, elle traverse le territoire de la commune.

## Histoire

Blason de Jeanne d'Arc.

Avant 1790, Bovée faisait partie du Toulois (bailliage et présidial de Toul). Était rattaché au diocèse de Toul.

## Politique et administration
| Période                                  | Période  | Identité                                        | Étiquette | Qualité |
| ---------------------------------------- | -------- | ----------------------------------------------- | --------- | ------- |
| Les données manquantes sont à compléter. |          |                                                 |           |         |
| mars 2001                                | En cours | Dominique Leroux Réélu pour le mandat 2020-2026 |           |         |

## Population et société

### Démographie
L'évolution du nombre d'habitants est connue à travers les recensements de la population effectués dans la commune depuis 1793. Pour les communes de moins de 10 000 habitants, une enquête de recensement portant sur toute la population est réalisée tous les cinq ans, les populations de référence des années intermédiaires étant quant à elles estimées par interpolation ou extrapolation. Pour la commune, le premier recensement exhaustif entrant dans le cadre du nouveau dispositif a été réalisé en 2008.

En 2022, la commune comptait 130 habitants, en évolution de −13,33 % par rapport à 2016 (Meuse : −4,4 %, France hors Mayotte : +2,11 %).
| 1793 | 1800 | 1806 | 1821 | 1831 | 1836 | 1841 | 1846 | 1851 |
| ---- | ---- | ---- | ---- | ---- | ---- | ---- | ---- | ---- |
| 288  | 316  | 347  | 360  | 367  | 393  | 412  | 408  | 416  |

| 1856 | 1861 | 1866 | 1872 | 1876 | 1881 | 1886 | 1891 | 1896 |
| ---- | ---- | ---- | ---- | ---- | ---- | ---- | ---- | ---- |
| 400  | 385  | 378  | 364  | 339  | 309  | 317  | 310  | 274  |

| 1901 | 1906 | 1911 | 1921 | 1926 | 1931 | 1936 | 1946 | 1954 |
| ---- | ---- | ---- | ---- | ---- | ---- | ---- | ---- | ---- |
| 263  | 259  | 258  | 260  | 233  | 219  | 217  | 213  | 193  |

| 1962 | 1968 | 1975 | 1982 | 1990 | 1999 | 2006 | 2008 | 2013 |
| ---- | ---- | ---- | ---- | ---- | ---- | ---- | ---- | ---- |
| 161  | 164  | 132  | 110  | 107  | 121  | 130  | 133  | 153  |

| 2018 | 2022 | - | - | - | - | - | - | - |
| ---- | ---- | - | - | - | - | - | - | - |
| 133  | 130  | - | - | - | - | - | - | - |

## Culture locale et patrimoine

### Lieux et monuments

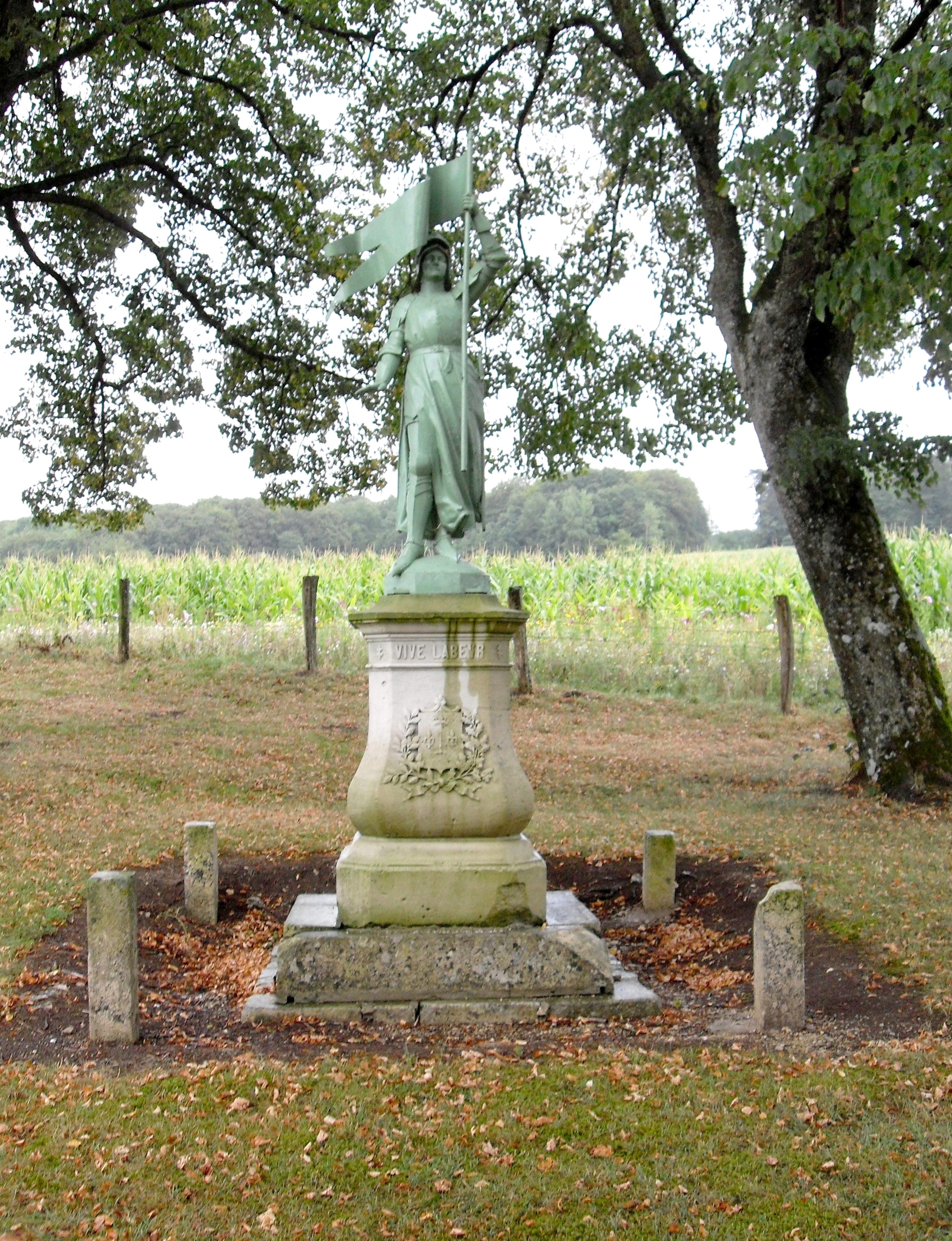
Le monument « VIVE LABEVR ».

- La voie romaine Nasium (Naix-aux-Forges) - Toul suivait la vallée de la Barboure, via Boviolles, Marson, Reffroy puis passait au sud de Bovée, puis près de Broussey-en-Blois, Sauvoy et se dirigeait vers Saint-Germain-sur-Meuse (Travia) où elle franchissait la Meuse sur un pont de pierre dont il subsistait encore quelques vestiges au XIXe siècle. De là elle rejoignait Toul en traversant le bois de Saint-Germain, passait par la ferme de Savonnières (à Foug) et par Ménilot. On a trouvé au sud de Bovée des substructions antiques de caractère romain, des aqueducs, des fragments de tuiles à rebords et de briques, des tombeaux avec armes, des monnaies romaines, dont une en or. Ce chemin est aussi appelé « chemin de la Pucelle » car selon la tradition, Jeanne d'Arc aurait suivi cette route pour se rendre à Chinon y offrir ses services à Charles VII. À Bovée-sur-Barboure, on a érigé un monument avec une statue de Jeanne d'Arc au bord de la voie romaine, sur lequel figure la devise attribuée à Jeanne d'Arc : « VIVE LABEUR! » et le blason avec deux fleurs de lys d'or, et une épée la pointe en haut féruë en une couronne.

### Personnalités liées à la commune
- Paul Hutin-Desgrées (1888-1975), député et directeur fondateur du quotidien Ouest-France, né dans le village.

### Héraldique, logotype et devise
| Blason de Bovée-sur-Barboure | Blason  | De sinople, à la tête de bœuf d'argent arrachée accornée de sable, chapé de gueules, aux deux fleurs de lys de jardin d'argent, au chevron ondé d'or brochant sur la partition. |
| Blason de Bovée-sur-Barboure | Détails | Blason composé par R.A. Louis avec les conseils de la Commission héraldique de l'UCGL et mis à disposition de la commune en 2011.                                               |